# 렉시 에인즈워스
렉시 에인즈워스(Lexi Ainsworth, 1992년 10월 28일 ~ )는 미국의 배우이다.

## 출연 작품
- 미스터 머신 (2017)
- 어 걸 라이크 허 (2015)
- 메리 크리스마스 (2013)
- 와일드 차일드 (2008)
- 더 그레이 맨 (2007)